# ユネス・モフタル
ユネス・モフタル（1991年8月29日 - ）はモロッコのサッカー選手。ポジションはMF。

## 経歴
2019年4月、スターベクIFと契約を結んだが、6月3日に契約を解除した。
2019年7月19日、コロンバス・クルーに加入した。
2021年1月25日、ADOデン・ハーグにシーズン終了までの契約を結んだ。

### 代表歴
モロッコU-23代表に召集されるが、2012年の2012年ロンドンオリンピックのメンバーには選ばれなかった。